# Ключевка (Фёдоровский район)
Ключевка (баш. Ключевка) — деревня в Фёдоровском районе Башкортостана. Административный центр Разинского сельсовета.

## География
Расстояние до:
- районного центра (Фёдоровка): 30 км,
- ближайшей ж/д станции (Мелеуз): 30 км.

## Население
| 2002 | 2009 | 2010 |
| ---- | ---- | ---- |
| 303  | →303 | ↘273 |

Национальный состав
Согласно переписи 2002 года, преобладающая национальность — русские (61 %).